# Горго
Горго (дав.-гр. Γοργώ; близько 507 — після 480 до н. е.) — спартанська цариця-консортка, дружина царя Леоніда I. Єдина дитина царя та Леонідового брата по батьку Клеомена I. Мати царя Плістарха. Вирізняється тим, що є однією з небагатьох жінок, згаданих Геродотом, і зображена в джерелах як кмітлива й мудра.
Народилася близько 507 року до н. е. (518 або 508) в сім'ї спартанського царя Клеомена I. Згідно з Геродотом, була його єдиною дитиною. Найраніший випадок з її життя, який згадано в Історіях, припадає на час, коли у 499 році до н. е. вождь повсталих іонійців Аристагор вирушив до європейської частини Еллади для залучення союзників. Першим пунктом зупинки посольства була Спарта, де Аристагор вів перемовини з царем Клеоменом. Однак його слова не справили на спартанця враження і він відмовив через тривалість можливого походу на багату імперію. Розуміючи неуспіх своєї місії, лідер повстання вирушив до будинку царя і почав пропонувати йому все більше і більше грошей, поки не пообіцяв 50 талантів срібла. 8- чи 9-річна на той час Горго вигукнула: «Батьку! Чужинець підкупить тебе, якщо ти не підеш!». Клеомен пішов, а посольству іонійців довелося ні з чим покинути Спарту.
Як і всі спартанки, від яких очікувалося народити сильних нащадків, Горго, ймовірно, займалася бігом, метанням диска й списа та боротьбою. Як жінка з еліти, вона, мабуть, вчилася читати й писати, здобула освіту в мистецтві. Через такий вишкіл Плутарх приписує Горго історію, в якій на слова іноземки «Ви, спартанські жінки, єдині, хто править своїми чоловіками» вона відповіла: «Так, ми єдині, хто народжують [справжніх] чоловіків».
Після смерті Клеомена у 489 році до н. е. Горго залишилася його єдиною спадкоємицею. До 490 року до н. е. вона, очевидно, вже була у шлюбі з єдинокровним братом свого батька Леонідом. Самостійно королевою, попри походження, Горго не була, оскільки в Спарті жінки царської крові не мали особливого місця, проте вона мала певну владу й вплив.
Остання і найвідоміша згадка належить до кінця 480-х років до н. е. Згідно з Геродотом, Горго розгадала зміст посилки, надісланої спартанським вигнанцем Демаратом у Спарту. Він хотів попередити земляків про те, що Ксеркс задумав похід на Грецію. Для цього він взяв дощечку для письма, покриту воском, зішкріб віск, на дереві дощечки написав попередження і знову залив воском, щоб ніхто з персів не здогадався про таємний сенс. Спартанці довго не могли зрозуміти, що це означає, поки цариця Горго не сказала, що потрібно зішкребти віск, і тоді проявляться літери. У книзі «Зломщики кодів» Девід Кан називає її однією з перших записаних жінок-криптоаналітикинь.
Письменниця й історикиня Гелена П. Шрадер припускає, що Горго була з Леонідом в подорожі для узгодження дій союзу грецьких міст і що саме тоді відбулася розмова з іноземкою з Плутарха. Також згідно з Плутархом, перед битвою при Фермопілах, знаючи, що смерть чоловіка неуникна, Горго запитала його, що робити. Леонід відповів «одружися з хорошим чолвіком, який буде добре поводитись з тобою, народи йому дітей і живи хороше життя».
Подальша доля цариці Горго невідома.
Пізніше історики пишуть, що Арістотель приписував Горго фразеологізм «зі щитом або на щиті». За припущеннями істориків, це вперше зробила енциклопедія Іоанна Стобея.

## В культурі
- На кіноекрані роль цариці Горго виконала вперше гречька акторка Анна Сінодіну у фільмі 1962 року «300 спартанців».
- Британка Ліна Гіді втілила Горго в однойменній картині 2006 року, знятій за коміксами Френка Міллера (Горго у фільмі більше залучена в політику й має важливішу роль у подіях, ніж у коміксі[13]), і сиквелі «300 спартанців: Розквіт імперії».
- Пародію на неї, «королеву Марго», у фільмі «Знайомство зі спартанцями» виконала американка Кармен Електра.
- У грі Sid Meier's Civilization VI Горго представляє цивілізацію Греція.